# Adina Diaconu
Adina Mihaela Diaconu (Slatina, 14 oktober 1999) is een Roemeens professioneel tafeltennisster. Zij speelt rechtshandig met de shakehandgreep.

## Belangrijkste resultaten
- Zilver met het team op de Europese kampioenschappen 2023.
- Brons op de dubbel op de Europese kampioenschappen 2022 met María Xiao.